# Floyd Miller
Floyd Miller, né le 22 mars 1973 à Kingston en Jamaïque, est un joueur de basket-ball vincentais.
Il mesure 2,00 m et évoluait au poste de pivot. Il passa l'ensemble de sa carrière dans les différents championnats français (NM2, Pro B et Pro A).

## Clubs Successifs
- 1996 - 1998 :  Fougères NM2
- 1998 - 1999 :  CRO Lyon Pro B
- 1999 - 2000 :  Hermine de Nantes Pro B
- 2000 - 2004 :  Hyères-Toulon Var Basket Pro B/ Pro A
- 2004 - 2007 :  STB Le Havre Pro A

## Palmarès
- MVP étranger de Pro B 2001 (Hyères-Toulon)